# Andingmen (metropolitana di Pechino)
Andingmen (in cinese: 安定门站S, Āndìngmén zhànP) è una stazione della linea 2 della metropolitana di Pechino.
La stazione prende il nome da Andingmen, una delle antiche porte sulle cinta murarie di Pechino, demolita durante gli anni '60, nel corso di una vasta campagna di modernizzazione urbana, per far posto a quella che sarebbe diventata la seconda tangenziale urbana della città.

## Storia

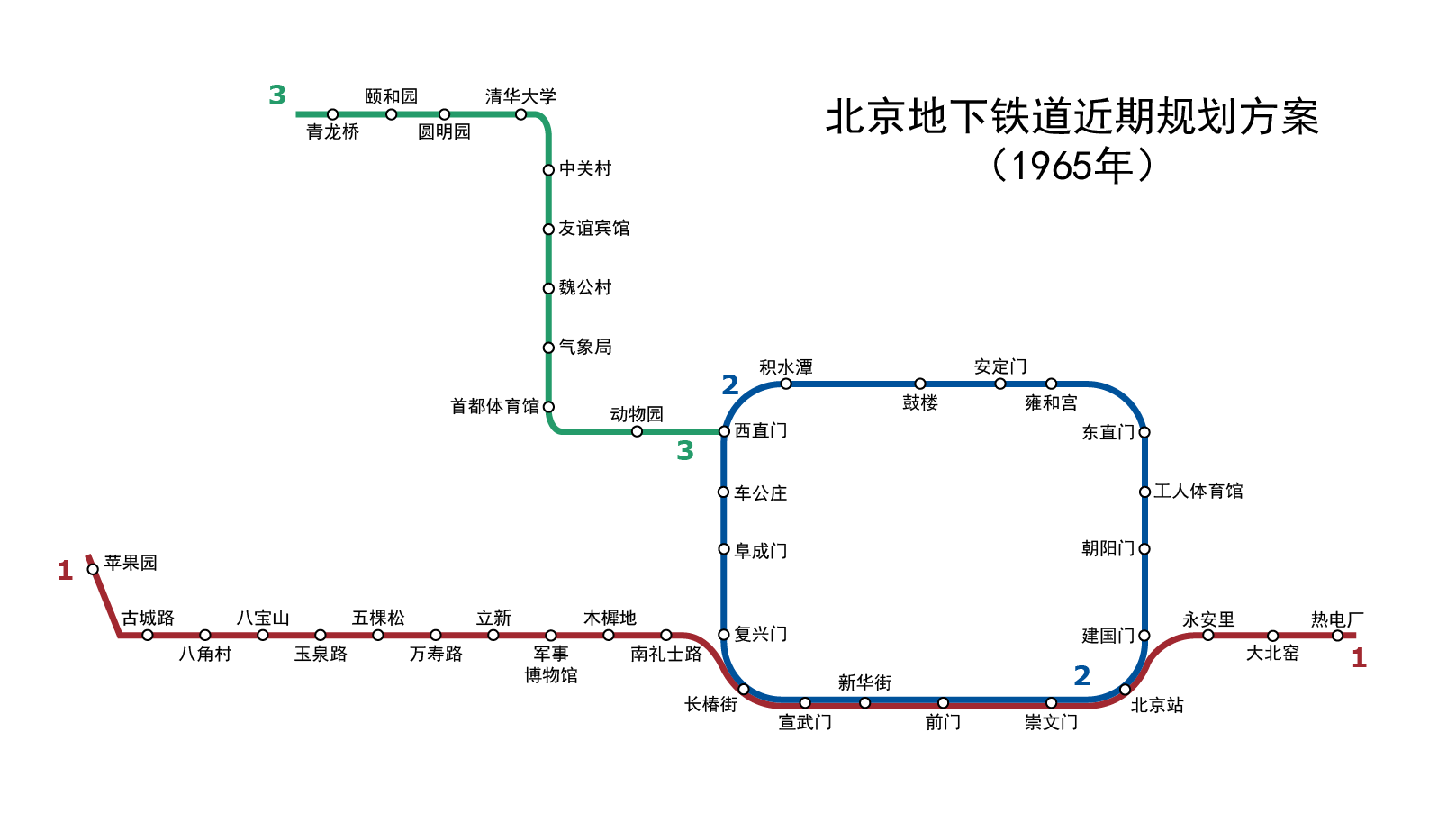
Progetto della metropolitana di Pechino al 1965. Il percorso rosso indica l'attuale linea 1, mentre quello blu la linea 2.

Nel 1965, il Comitato Centrale del Partito Comunista Cinese approvò il Rapporto sulla costruzione della metropolitana di Pechino, che definiva chiaramente il piano per realizzare le prime stazioni della metropolitana, tra cui la stazione di Andingmen.
Il 15 gennaio 1971 aprì al pubblico la prima fase della metropolitana di Pechino, nella tratta tra la stazione di Gongzhufen e la stazione ferroviaria di Pechino Centrale (oggi parte della linea 2). La stazione di Andingmen non era stata inserita nei progetti della fase precedente, ma in quella definita "seconda fase della metropolitana di Pechino". Infatti, nel marzo successivo iniziarono i lavori di costruzione della stazione di Andingmen, inserita appunto nella pianificazione della seconda fase della metropolitana di Pechino.
Il 20 settembre 1984 la stazione fu ufficialmente aperta al pubblico, entrando in funzione come stazione della linea della seconda fase (oggi linea 2). La linea operava lungo il secondo anello ferroviario nella sua sezione occidentale, settentrionale e orientale con un percorso a forma di "ferro di cavallo" e copriva il tratto tra le stazioni di Fuxingmen e Jianguomen, con un totale di 12 fermate e una lunghezza di 16,1 km.
Il 24 dicembre 1987, poiché il percorso ad anello della linea della seconda fase era ormai concluso, le due linee vennero riorganizzate e rinominate in linea 1 e linea circolare. La stazione di Andingmen rientrò nella competenza della linea circolare.
Il 1° gennaio 2002 la "linea della seconda fase della metropolitana di Pechino" viene ufficialmente ridenominata linea 2.

## Posizione
La stazione di Andingmen si trova sotto l'omonimo ponte, nel distretto di Dongcheng, nella zona nord-est del centro di Pechino, all'incrocio tra il secondo anello autostradale della città, Andingmen Inner Street e Andingmen Outer Street. La stazione è stata costruita sotto il secondo anello, disposta perpendicolarmente rispetto a Andingmen Street.

## Struttura e impianti
La stazione di Andingmen è una stazione sotterranea su due livelli, con atrio e banchina a isola separati. La stazione è composta da due accessi: l’ingresso A si trova sul lato nord dell’atrio ovest, mentre quello B sul lato nord dell’atrio est. Il primo livello sotterraneo ospita i due atri separati, ovest ed est, collegati rispettivamente all’uscita A e all’uscita B; il secondo livello sotterraneo ospita una banchina a isola, collegata ai due atri attraverso due scale.

## Servizi
La stazione dispone di:
- Accessibilità per portatori di handicap (solo ingresso B)
- Emettitrice automatica biglietti
- Servizi igienici
- Sportello automatico
- Stazione video sorvegliata
- Ufficio polizia

### Orari
Essendo una linea circolare, la linea 2 dispone di due percorsi concentrici che operano come segue:
- L'anello interno, da Jishuitan direzione Dongzhimen e Fuxingmen, con tratte ridotte che terminano a Xizhimen.
- L'anello esterno, da Xizhimen direzione Fuxingmen e Dongzhimen, con tratte ridotte che terminano a Jishuitan.

Per il servizio dell'anello interno, la prima corsa da Andingmen parte alle 5:08 mentre l'ultimo treno che esegue il percorso completo è alle 22:23. Per le tratte ridotte, l'ultimo treno con destinazione finale Xizhimen è previsto alle 23:08.
Riguardo l'anello esterno, la prima corsa è alle 5:29 mentre l'ultimo treno che esegue il percorso completo è previsto alle 22:50. L'ultima corsa ridotta fino a Jishuitan parte da Andingmen alle 23:35.

## Interscambi
- Fermata autobus